# Мокод (Бистрица-Насауд)
Мокод (рум. Mocod) насеље је у Румунији у округу Бистрица-Насауд у општини Нимиђа. Oпштина се налази на надморској висини од 299 m.

## Становништво
Према подацима из 2002. године у насељу је живело 672 становника, од којих су сви румунске националности.